# Paweł (Dmitrowski)
Paweł, imię świeckie Pawieł Grigorjewicz Dmitrowski (ur. 3 stycznia?/15 stycznia 1872 w Bolszej Biełozierce, zm. 2 lutego 1946) – rosyjski biskup prawosławny.

## Życiorys
Urodził się na wsi w rejonie Melitopola. Ukończył Taurydzkie Seminarium Duchowne w Symferopolu jako jeden z najlepszych absolwentów w swoim roczniku (1894). Został psalmistą w cerkwi św. Michała Archanioła w Michajłowce. 
W kwietniu 1896 ożenił się i 5 maja tego samego roku został wyświęcony na diakona, zaś następnego dnia na kapłana. Pracę duszpasterską prowadził w cerkwi św. św. Borysa i Gleba w Astrachance. W 1899 z powodu choroby żony przeniósł się do wsi Zuja na Krymie. Dwa lata później jego żona zmarła. Duchowny nadał służył w różnych parafiach eparchii taurydzkiej i symferopolskiej, następnie w eparchii petersburskiej i ładoskiej. Od 1908 do 1911 studiował w Petersburskiej Akademii Duchownej. W czasie I wojny światowej był kapelanem wojskowym.
W 1919 emigrował do Estonii i podjął pracę duszpasterską w soborze Przemienienia Pańskiego w Narwie. W 1937 otrzymał nominację na biskupa narewskiego i 3 października 1937 przyjął chirotonię biskupią. W 1940, gdy Estoński Kościół Prawosławny został włączony do Patriarchatu Moskiewskiego, zachował zarząd eparchii narewskiej. Rok później, po zajęciu Estonii przez wojska niemieckie, metropolita talliński Aleksander ogłosił reaktywację Estońskiego Apostolskiego Kościoła Prawosławnego i wypowiedzenie posłuszeństwa patriarsze Moskwy. Biskup Paweł, kierujący eparchią złożoną wyłącznie z parafii etnicznie rosyjskich, zachował natomiast jurysdykcję Patriarchatu Moskiewskiego. Przebywając w Narwie arcybiskup Paweł organizował pomoc humanitarną dla przetrzymywanych w mieście jeńców radzieckich. 
W 1942 otrzymał godność arcybiskupa. W 1945, po ponownym włączeniu całości struktur prawosławnych w Estonii do Patriarchatu Moskiewskiego, został arcybiskupem tallińskim i estońskim. Zmarł rok później i został pochowany na cmentarzu prawosławnym w Tallinnie.